# SN 2004bw
SN 2004bw – supernowa typu Ia odkryta 26 maja 2004 roku w galaktyce M+00-38-19. W momencie odkrycia miała maksymalną jasność 17,80m.